# Solby Scenen
Solby Scenen er et børne- og ungdomsteater på Frederiksberg, København, som blev grundlagt af Court Helmer i 1947. Med dets grundlæggelse blev teatret det første børne- og ungdomsteater i Danmark.
Teatret havde sin storhedstid i 1950'erne, og har gennem tiden haft helt op til 100 unge og børn som aktive medlemmer. Adskillige danske velkendte skuespillere og sangere er startet ved Solby Scenen, som bl.a. Lone Hertz, Ebbe Langberg, Rudi Hansen, Annisette Hansen, Pierre-Miehe-Renard, Jesper Langberg, Birthe Wilke, John Martinus og Dario Campeotto.
Solby Scenens børn optrådte med forestillinger bestilt af storkøbenhavnske handelscentre og i forlystelsescentre, i parker og ved byfester og turnerede rundt i landet. Omkring juletid optrådte de med juleshows i handelscentre, ved juletræsfester i Københavns området og opførte bl.a. nisseshow i Bristol Teatret på Strøget.